# Герма
Герма или Йерма (на гръцки: Γέρμα) е село в Република Гърция, област Пелопонес, дем Източен Мани. Селото има население от 31 души.

## Личности
Родени в Герма
- Илияс Хионакос (1881 – ?), гръцки офицер, деец на Гръцката въоръжена пропаганда в Македония
- Николаос Цотакос (1874 – 1907), гръцки офицер, деец на Гръцката въоръжена пропаганда в Македония